# Randal Juliano (político)
Randal Juliano Garcia (Jundiaí, 16 de novembro de 1949 - São Paulo, 1º de fevereiro de 2015) foi um delegado de polícia Civil, advogado e político brasileiro. Foi casado com Juliana Maia Garcia e era homônimo do ator, radialista e cronista esportivo Randal Juliano.

## Carreira Política
Foi vereador na cidade de Jundiaí (SP) entre 21 de novembro de 1978 e 30 de janeiro de 1983 pelo MDB (rebatizado como PMDB em 1980, após a retomada do pluripartidarismo no país), quando o titular André Benassi se desligou para assumir o mandato de deputado estadual. Como vereador, apresentou 75 proposições legislativas, fez parte das comissões de Defesa do Consumidor, Justiça e Redação (da qual foi presidente), e Obras e Serviços Públicos. Além disso, Randal Juliano foi 2º Vice-Presidente da Câmara Municipal de Jundiaí durante o Biênio 1979-1981.
Em 1982, foi eleito deputado estadual pelo PMDB e, quatro anos mais tarde, foi reeleito com 58.229 votos (a maior parte deles vindos de Jundiaí, tendo feito parte da Assembleia Constituinte Paulista, que redigiu a Carta Magna do Estado de São Paulo, promulgada a 5 de outubro de 1989. Durante a Constituinte Paulista, foi membro efetivo da Comissão da Ordem Econômica e Social e suplente das comissões do Poder Judiciário, dos Municípios e Regiões Metropolitanas e de Sistematização.
Após não conseguir eleger-se deputado federal em 1990, também pelo PMDB, afastou-se da vida pública e voltou a exercer as atividades como delegado de Polícia Civil em 1991. Só regressaria à vida pública em meados da década de 2010, quando participou de algumas atividades com o ex-prefeito de Jundiaí, Walmor Barbosa Martins (PDT).

## Morte
Randal Juliano Garcia faleceu no dia 1º de fevereiro de 2015, em São Paulo, após complicações de um câncer, sendo velado e sepultado no Cemitério Horto da Paz, em Itapecerica da Serra, na Grande São Paulo.

Em nota, o então prefeito de Jundiaí, Pedro Bigardi (à época, no PCdoB), lamentou o passamento do ex-deputado e ressaltou sua contribuição para as pautas envolvendo a preservação da Natureza:
"Eu tinha uma relação política de muitos anos com o Randal, que foi um deputado importante nas questões ambientais. Ele teve uma participação muito ativa no tombamento da Serra do Japi. É uma perda muito grande, principalmente pela trajetória política”